# Acura TSX
Acura TSX — легковой переднеприводной среднеразмерный люксовый автомобиль. Производился компанией Acura — североамериканским отделением концерна Honda. Является доработанной версией европейской версии Honda Accord

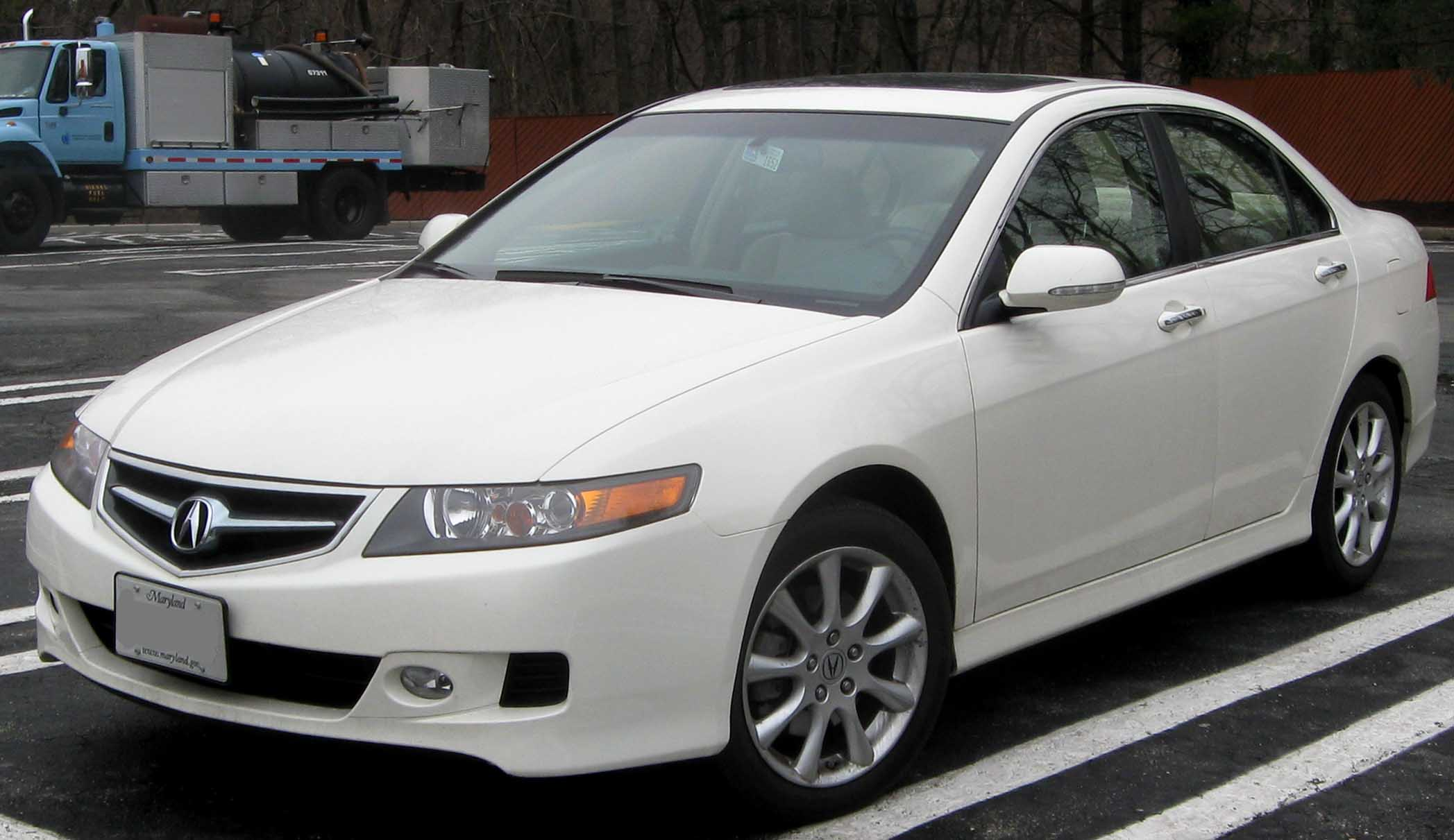
2006-2008 Acura TSX

## Первое поколение

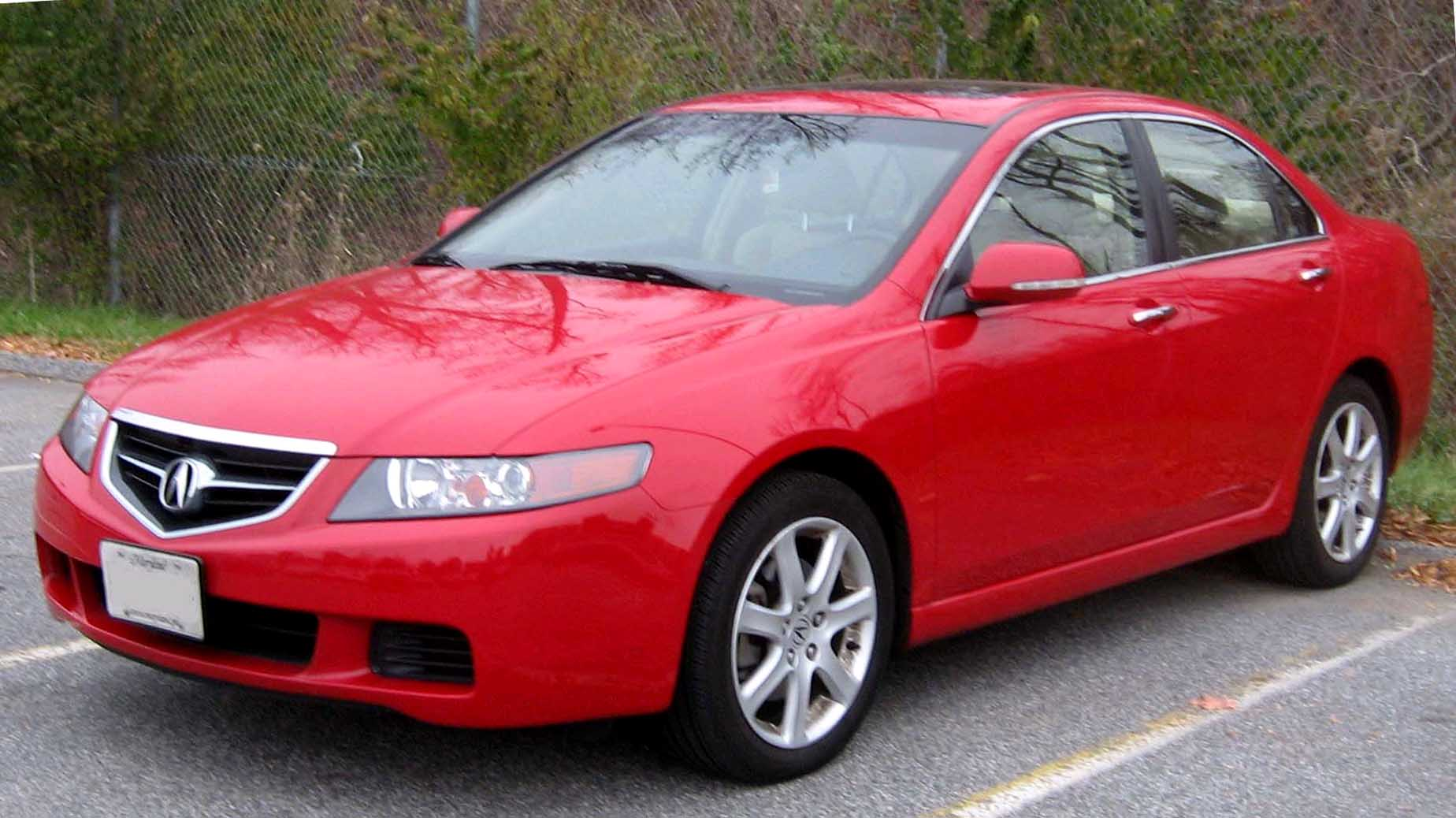
2004-2005 Acura TSX

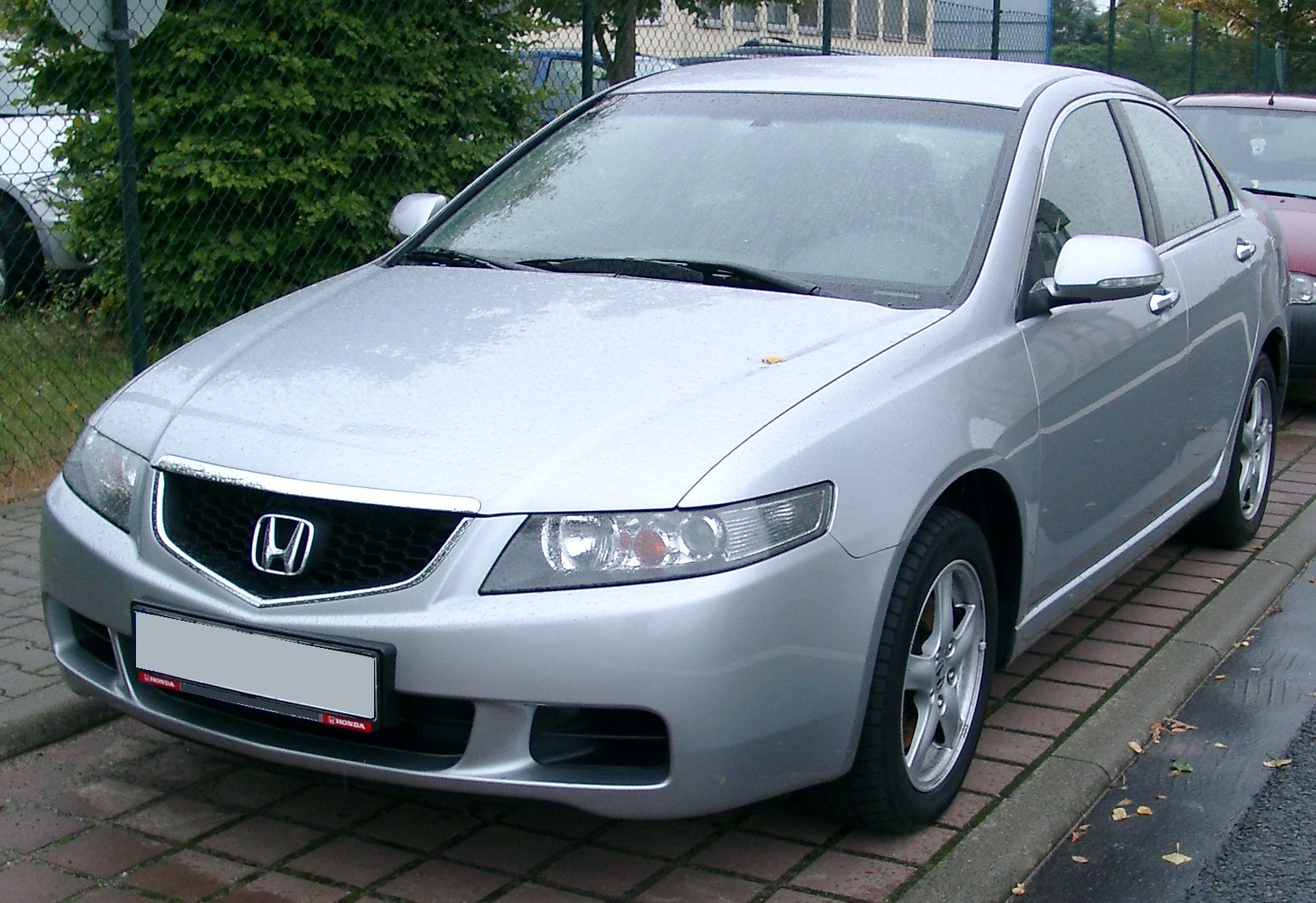
Это седан Honda Accord, продаваемый в Японии и Европе. Он взят за основу для Acura TSX.

В первом поколении (2003 — 2008) TSX появился кузов CL9 (заводское обозначение) этот кузов обладал очень ярким экстерьером, что и отразилось на продажах. 
Шасси и двигатель 2.4 достались от материнской платформы. Двигатель был немного доработан. Были установлены другие распредвалы, изменена программа управления в ECU. Тормозная система была заменена и поставлена от японской версии Honda Accord - Euro-R. Салон и приборная панель, также были изменены и взяты от японской модели Honda Inspire.
Машина оснащалась только 2.4 доресталинг (200 л.с) ресталинг(205л.с.) литровым бензиновым мотором.

## Второе поколение
Оснащался (III квартал 2008 — 2014) 2,4-литровым (201 л. с. при 7000 об./мин., 234 Н•м при 4500 об./мин.) бензиновыми двигателями, оснащёнными системой i-VTEC. Коробки передач — 6-ступенчатая механика и 5-ступенчатый автомат. В 2010 году стала доступна версия с мотором 3,5 литра и мощностью 286 л.с.

В 2010 году в продажу поступил универсал Acura TSX Sport Wagon, аналогичный грузопассажирскому Honda Accord.

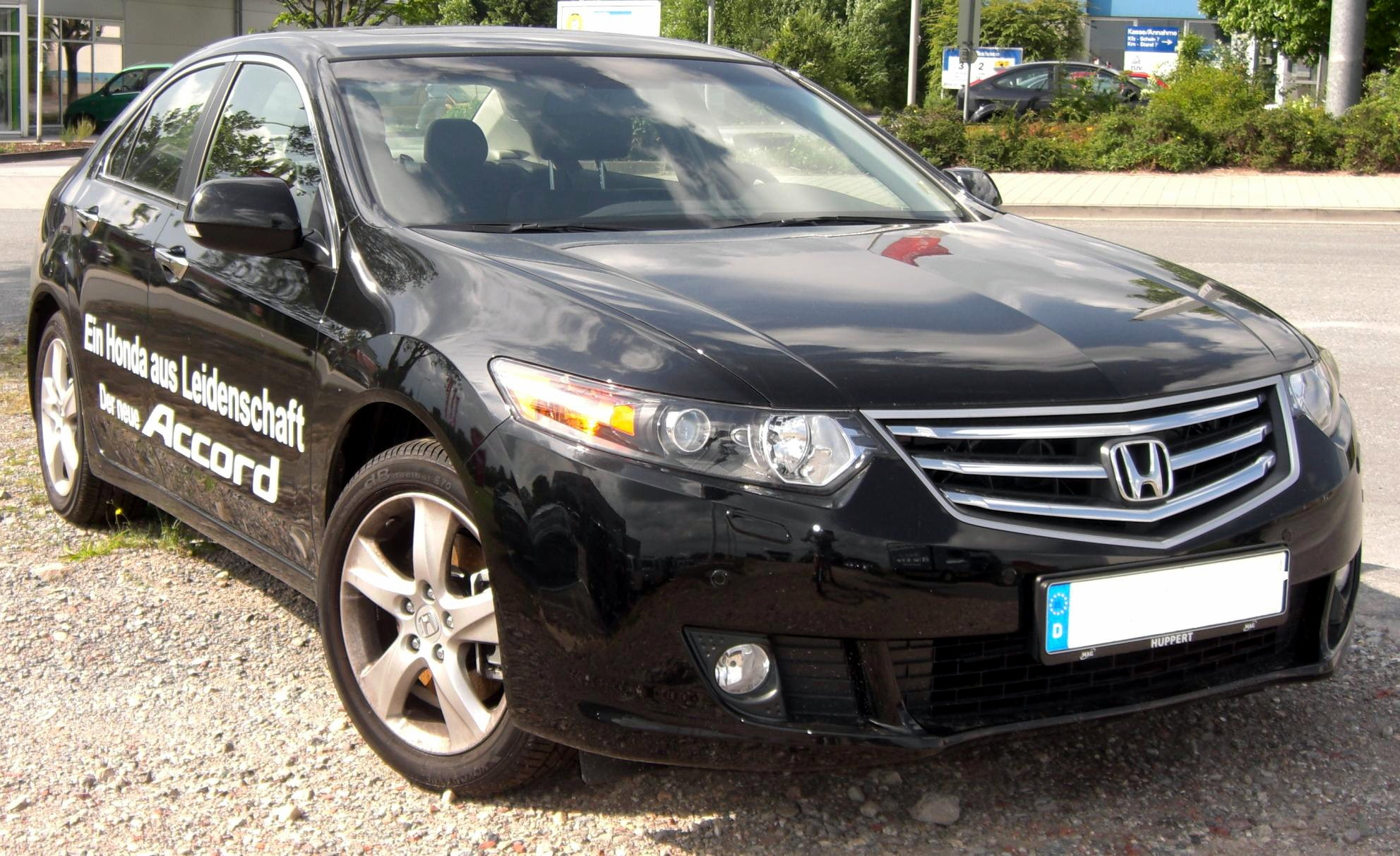
2008 Honda Accord (JDM and European model)

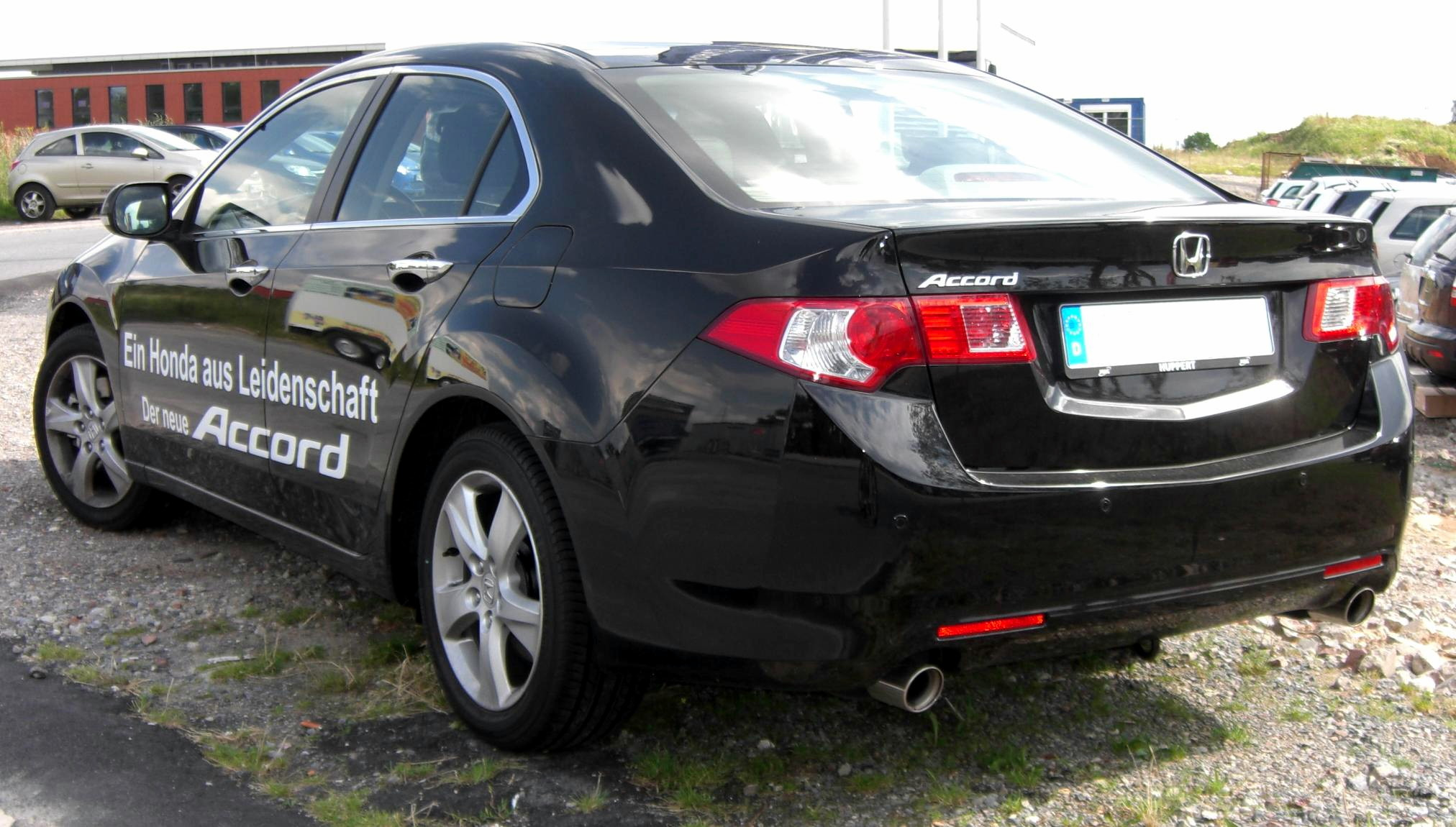
2008 Honda Accord (JDM and European model)

## Продажи в США
| Год  | Всего                      |
| ---- | -------------------------- |
| 2003 | 18,932                     |
| 2004 | 30,365                     |
| 2005 | 34,856                     |
| 2006 | 38,035                     |
| 2007 | 33,037                     |
| 2008 | 31,998                     |
| 2009 | 28,650                     |
| 2010 | 32,076 (126 универсалов)   |
| 2011 | 30,935 (3,210 универсалов) |
| 2012 | 28,865 (4,234 универсала)  |
| 2013 | 17,484 (1,976 универсалов) |
| 2014 | 6,287 (640 универсалов)    |

## Комплектации(2 поколение)
_
2.4 АТ 201л.с; Автомат
2.4 МТ 201л.с; Механика
3.5 АТ 280л.с; Автомат